# Asaperdina sordida
Asaperdina sordida är en skalbaggsart som först beskrevs av J. Linsley Gressitt 1951.  Asaperdina sordida ingår i släktet Asaperdina och familjen långhorningar. Inga underarter finns listade.